# United-Air-Lines-Trip 23 (1937)
Am 9. Februar 1937 verunglückte eine Douglas DC-3 auf dem United-Air-Lines-Trip 23 von Burbank über San Francisco nach Oakland, wobei alle 11 Insassen ums Leben kamen. Es handelte sich um den ersten Flugunfall mit einer Douglas DC-3.

## Besatzung
Die Besatzung bestand aus Flugkapitän A. R. Thompson, dem Ersten Offizier Joe De Cesaro und der Flugbegleiterin Ruth Kimmel. Thompson und De Cesaro hatten ihre Gesundheitsüberprüfung am 1. Januar 1937 bzw. am 30. November 1936 bestanden.

## Verlauf
Nach einem ereignislosen Reiseflug befand sich die DC-3 bei gutem Wetter im Landeanflug auf San Francisco. Um 20:44 Uhr gaben die Piloten dem Fluglotsen ihre Position an, weniger als 10 Meilen (16 km), und fragten nach dem Wind und der Landerichtung. Dieser gab den Wind als „praktisch ruhig“ an und erbat eine Landung von Süden nach Norden (Landebahn 01). Bei 3 Meilen (5 km) entschieden sich die Piloten auf der Ost-West-Bahn (Landebahn 28) landen zu wollen, was vom Lotsen bestätigt und bewilligt wurde. Dies war der letzte Funkkontakt zwischen den Piloten und dem Lotsen. Augenzeugen beobachteten das Flugzeug in einer Höhe von 400–500 ft (120–150 m) über den Flughafen fliegen, bis es in eine sanfte Rechtskurve überging. In geschätzt 4 Sekunden nickte das Flugzeug auf 35–40° nach unten und traf mit der rechten Tragfläche die San Francisco Bay. Die Augenzeugen waren sich uneinig, ob die von der DC-3 geflogene Kurve durchgängig war oder nicht.

## Ursache
Weder an den Triebwerken noch an der Flugzeugstruktur noch im Steuerungssystem wurden Anzeichen von Materialermüdung oder sonstigen Schäden vor dem Aufprall festgestellt. Die plötzliche Änderung der Landebahn war zwar nicht nachvollziehbar, wies jedoch nicht auf Probleme hin. Auch wenn die Funkmikrofone an ihren gefundenen Positionen im Cockpit nicht darauf hindeuteten, zeigten Spuren u. a. an De Cesaros Mikrofon, dass es herunter gefallen und zwischen seinem Sitz und seinem Steuerhorn eingeklemmt worden war. Dies hatte eine Blockade der Höhenruder und einen Sturzflug zur Folge. Weitere Spuren zeigten zudem, dass den Piloten dies wohl auffiel, weswegen sie kurzzeitig die Steuerhörner etwas nachließen, sodass das Mikrofon sich in einer neuen Position verklemmte. In der geringen Höhe war ein Abfangen in so kurzer Zeit unmöglich. In Tests mit anderen Flugzeugen und anderen Mikrofonen konnte dieses Szenario nachgestellt werden.